# Kanton Grenoble-2
Kanton Grenoble-2 (fr. Canton de Grenoble-2) je francouzský kanton v departementu Isère v regionu Rhône-Alpes. Zahrnuje východní část středu města Grenoble.